# Distrito de Churcampa
El distrito de Churcampa es uno de los once que conforman la provincia homónima, ubicada en el departamento de Huancavelica en los Andes Centrales del Perú.  Limita por el Norte con los distritos de San Pedro de Coris, por el Sur con los distritos de San Miguel de Mayocc y La Merced; por el este con el departamento de Ayacucho; y, por el oñOeste con los distritos de Locroja.
Desde el punto de vista jerárquico de la Iglesia católica, forma parte de la Diócesis de Huancavelica.

## Historia
El distrito de Churcampa fue creado en la época de la independencia.

## Geografía
La población total en este distrito es de 5 960 personas y tiene un área de 141,36 km². 

## Autoridades

### Municipales
- 2011-2014[6]
  - Alcalde: Wilder Córdova Ramos, Movimiento independiente Trabajando para Todos (TpT).
  - Regidores: Francisco Toscano Espinoza (TpT), Marlene Yuz Velinda Mellisho Salas (TpT), Alejandro Zevallos Nuñez (TpT), Apolo Castro Delgado (TpT), Juan Reynaldo Bendezú Escobar (TpT), Escolástico Pucllas Yance (Ayni), Jesús Segundo Velazco Barboza (Unidos por Huancavelica).[7]

### Policiales
- Comisario: Mayor PNP.

### Religiosas
- Diócesis de Huancavelica[8]
  - Obispo de Huancavelica: Monseñor Isidro Barrio Barrio.[9]).

## Festividades
- Marzo: Hatun tinkuy
- Julio: Virgen del Carmen